# Aveizieux
 Aveizieux  es una población y comuna francesa, situada en la región de Auvernia-Ródano-Alpes, departamento de Loira, en el distrito de Montbrison y cantón de Saint-Galmier.

## Demografía
| 771 | 781 | 810 | 1023 | 1175 | 1271 |
| Para los censos de 1962 a 1999 la población legal corresponde a la población sin duplicidades (Fuente: INSEE [Consultar]) |     |     |      |      |      |